# Macromantis nicaraguae
Macromantis nicaraguae är en bönsyrseart som beskrevs av Henri Saussure och Leo Zehntner 1894. Macromantis nicaraguae ingår i släktet Macromantis och familjen Mantidae. Inga underarter finns listade i Catalogue of Life.